# 膳斑鳩
膳 斑鳩（かしわで の いかるが、生没年不詳）は、日本古代の5世紀後半の豪族。姓は臣。

## 記録
『日本書紀』巻第十四によると、雄略天皇8年(464年)、身狭村主青（むさ の すぐり あお）・檜隈民使博徳（ひのくま の たみのつかい はかとこ）は呉国（くれのくに、当時の中国南朝の宋）に派遣された。派遣の目的は、天皇が即位してから新羅が苞苴（みつき）を8年間奉らなかったことを責めたものであった。これには前年の吉備上道臣田狭（きびのかみつきみ の おみ たさ）の叛乱も影響していたと思われる。
新羅国王は、高麗（こま、高句麗）に救援を頼み、高麗兵が100人新羅防衛のために送られてきた。しばらくして、高麗の兵士1名が国に帰り、ある新羅人を典馬（馬飼）にした。そして、こっそりと
要は、新羅は高麗領にまもなくなるであろうと言った。
これを聞いた典馬は腹痛のふりをして、わざと一行から遅れて新羅に逃げ込んで、ことの次第を語った。新羅王は国中の人にこのように告げた。
これは「鶏」を表す新羅語「tark」と高句麗語の「tar」「tak」（軍隊・軍人）をかけたものであり、また高句麗人の頭のかたちが二羽の鳥のようであったからだとも言う。
かくして新羅国内の高麗人は虐殺された。だがしかし、一名が隙を突いて脱出し、国中に事態をつぶさに伝えた。高麗王は軍兵を起こして、筑足流城（つくそくろのさし、達句城、現在の大邱）に集め、歌や舞いをして音楽を楽しんだ（心理的な圧迫を加えた）。これを聞いた新羅王は高麗軍が国内に侵入してきたことに気づき、任那（加羅）の王のもとに使いを派遣して、「我が国は吊り下げられた旗のようである。国は累卵の危うきにあり、命の長さや短さをはかることができません」と言って、任那日本府に援軍を頼んだ。任那王は斑鳩のほかに、吉備臣小梨（きび の おみ おなし）、難波吉士赤目子（なにわの きし あかめこ）らを推薦した。
日本府の軍は、未だ到着しておらず、高麗の武将たちは膳臣らと接触していないのに、みなこの軍隊を恐れた。膳臣らは急襲ができるように備えた。そして、十余日たったころを見計らって、夜のうちに地下道を造り、輜重（くるまにもち、軍の荷物）を送り、奇兵（かくれたるつわもの）を設置した。そして、そのあけぼの（夜明けごろ）に撤退し、高麗軍に膳臣らが遁走したと思い込ませ、高麗軍が追撃して進軍してきたのを、奇兵で縦に歩騎で挟んで、大打撃を与えた、という。高麗と新羅間の怨念はこのときより始まった、という。そして膳臣は、「お前の国はとても弱いのに、強い国に当たっている。もし官軍が救わなかったら、必ず機会につけこまれるだろう。そして他国のものになるのは、この役（えだち＝戦役）でもう少しのところであった。今より以後、天朝に背くことのないように」と言った、という。

## その後の経緯
しかし、雄略天皇は新羅が一向に従おうとしないのに苛立ち、翌年親征しようとしたが、神託で止められたため、紀小弓宿禰（き の おゆみ の すくね）、蘇我韓子（そが の からこ の すくね）大伴談連（おおとも の かたり の むらじ）、小鹿火宿禰（おかい の すくね）らを派遣した。

## 参考資料
- 『日本書紀』(三)、岩波文庫、1994年
- 『日本書紀』全現代語訳(上）、講談社学術文庫、宇治谷孟：訳、1988年